# Dhiego Coelho
Dhiego Coelho Fogaça (Boa Vista, 7 de abril de 1985), mais conhecido como Dhiego Coelho, é um empresário e político brasileiro filiado ao Solidariedade.
É deputado estadual pelo estado de Roraima, compondo a 8.ª legislatura. Foi eleito deputado estadual pela primeira vez em 2010, sendo reeleito e 2014 e 2018, estando portanto em seu terceiro mandato consecutivo.